# السيخية
السيخية (بالبنجابيَّة: ਸਿੱਖੀ) هي ديانة توحيدية دارميَّة نشأت في شمالي الهند في نهاية القرن الخامس عشر، قامت معتقداتها عبر مزج الإسلام مع الهندوسية وشعارها «لا هندوس ولا مسلمون»، وتأتي كلمة «سيخية» من كلمة «سيخ» وهي بدورها تأتي من الجذر السنسكريتي التي تعني التلميذ و في اللغة البالية المريد أو التابع. وهي واحدة من أحدث الأديان الرئيسية في العالم، وهي واحدة من أكبر الديانات في العالم. وتتضمن المعتقدات الأساسية للسيخية، والتي وضِحَت في كتابهم المقدس جورو جرانث صاحب، الإيمان والتأمل في اسم الخالق الواحد، والوحدة الإلهية والمساواة للبشرية جمعاء، والانخراط في خدمة نكران الذات، والسعي لتحقيق العدالة لمصلحة الجميع وازدهارها، وإتباع سلوك معيشة صادق. وفي أوائل القرن الواحد والعشرين كان هناك حوالي 25 مليون سيخي في جميع أنحاء العالم، وتعيش الغالبية العظمى أو 76% (20 مليون) من السيخ في البنجاب، موطن السيخ في شمال غرب الهند، ويعيش حوالي مليوني في الدول الهندية المجاورة، والتي كانت جزءاً من ولاية البنجاب الهندية سابقاً. وسبب انتشارها في العالم هو اعتماد الإنجليز عليهم في بعض الحروب وهجرات السيخ خارج بلادهم، حيث بدأت الهجرة السيخية من الهند البريطانية خلال النصف الثاني من القرن التاسع عشر، عندما أكمل البريطانيون ضمهم للبنجاب.
تستند السيخية على التعاليم الروحية لمؤسس الديانة وهو الغورو ناناك، وخلفائه التسعة من الغورو البشر. لقب غورو يعني بالهندية المعلم. أما الغورو غورو جوبيند سينغ الملقب بالعاشر، ساهم في الكثير من أجل السيخية، وكان إسهامه في الإضفاء المستمر للطابع الرسمي على الديانة التي أسسها أولًا الغورو السيخ ناناك ديف جي في القرن الخامس عشر إسهامًا جديرًا بالملاحظة. وسمى الكتاب المقدس للسيخ جورو جرانث صاحب كخليفة له، وبالتالي أنهى خط الغورو البشر وجعل ن الكتاب المقدس للسيخ جورو جرانث صاحب الدليل الروحي الديني والدينوي للسيخ. وترفض الديانة السيخية الادعاءات بأن أي تقليد ديني معين له احتكار للحقيقة المطلقة. وتطورت السيخية في أوقات الاضطهاد الديني. حيث تعرض اثنان من أتباع السيخ وهم الغورو أرجان والغورو تيج بهادور للتعذيب وأعدم من قبل حكام المغول بعد رفضهم اعتناق الإسلام. وأثار اضطهاد السيخ تأسيس الخالسا كطلب لحماية حرية الضمير والدين.

## التاريخ
يرتبط تاريخ السيخية ارتباطًا وثيقًا بتاريخ منطقة البنجاب والوضع الاجتماعي السياسي في شمال غرب شبه القارة الهندية في القرن السادس عشر. منذ الحكم المغولي للهند على يد الإمبراطور جهانكير (1605-1707)، كانت السيخية في صراع مع قوانين إمبراطورية المغول، لأنها كانت تؤثر في التعاقب السياسي للمغول في حين تعتز بالأولياء من الإسلام. قُتل العديد من السيخ البارزين على يد حكام المغول لرفضهم الانصياع لأوامرهم، ومعارضتهم لاضطهاد السيخ. من مجموع 10 من الغورو السيخ، عُذب وأُعدم اثنان من المعلمين أنفسهم (الغورو أرجان والغورو تيج بهادور)، وأقرباء مقربين للعديد من الغورو السيخ قُتلو بوحشية دون رحمة (مثل أبناء الغورو جوبيند سينغ البالغين من العمر 6 و9 سنوات)، إلى جانب العديد من الشخصيات الرئيسية الأخرى السيخية التي عُذبت وقُتلت (مثل باندا بهادور، بهاي ماتي داس، بهاي ساتي داس وباهاي ديالا)، على يد الحكام المغول المتجبرين لرفضهم الخضوع لأوامرهم، ومعارضتهم لاضطهاد السيخ والهندوس. بعد ذلك، عسكرت السيخية لمعارضة هيمنة المغول على أرضهم.
تميّز ظهور الكونفدرالية السيخية تحت حكم الأمراء والسيخ تحت حكم المهراجا رانجيت سينغ بالتسامح الديني والتعايش السلمي والتعددية مع المسيحيين والمسلمين والهندوس في مواقع السلطة. يعد تأسيس إمبراطورية السيخ عادةً ذروة السيخية على المستوى السياسي، خلال هذه الفترة جاءت إمبراطورية السيخ لتشمل كشمير (أقصى شمال شبه القارة الهندية)، ولداخ (إقليم اتحادي تديره الهند)، وبيشاور (هي عاصمة مقاطعة خيبر بختونخوا الباكستانية وأكبر مدنها). اعتنق عدد من الفلاحين المسلمين والهندوس السيخية. أخذ هاري سينغ نالوا، القائد العام لجيش السيخ على طول الحدود الشمالية الغربية، حدود إمبراطورية السيخ إلى مصب ممر خيبر (هو ممر جبلي في شمال غرب باكستان، على الحدود مع أفغانستان). دمجت الإدارة العلمانية لإمبراطورية السيخ إصلاحات عسكرية واقتصادية وحكومية مبتكرة.
شهدت الأشهر التي سبقت تقسيم الهند (تقسيم الهند البريطانية إلى دولتين مستقلتين، الهند وباكستان) سنة 1947، صراعًا حادًا في البنجاب (منطقة جيوسياسية وثقافية وتاريخية في جنوب آسيا، تحديدًا شمال شبه القارة الهندية، وتضم مناطق في شرق باكستان وشمال الهند) بين السيخ والمسلمين، شهد الهجرة الدينية الفعالة للسيخ البنجاب والهندوس من البنجاب الغربية مقابل هجرة دينية مماثلة للمسلمين البنجاب في شرق البنجاب. في الوقت الحاضر، يعيش غالبية السيخ في ولاية البنجاب في الهند.

## الأفكار والمعتقدات

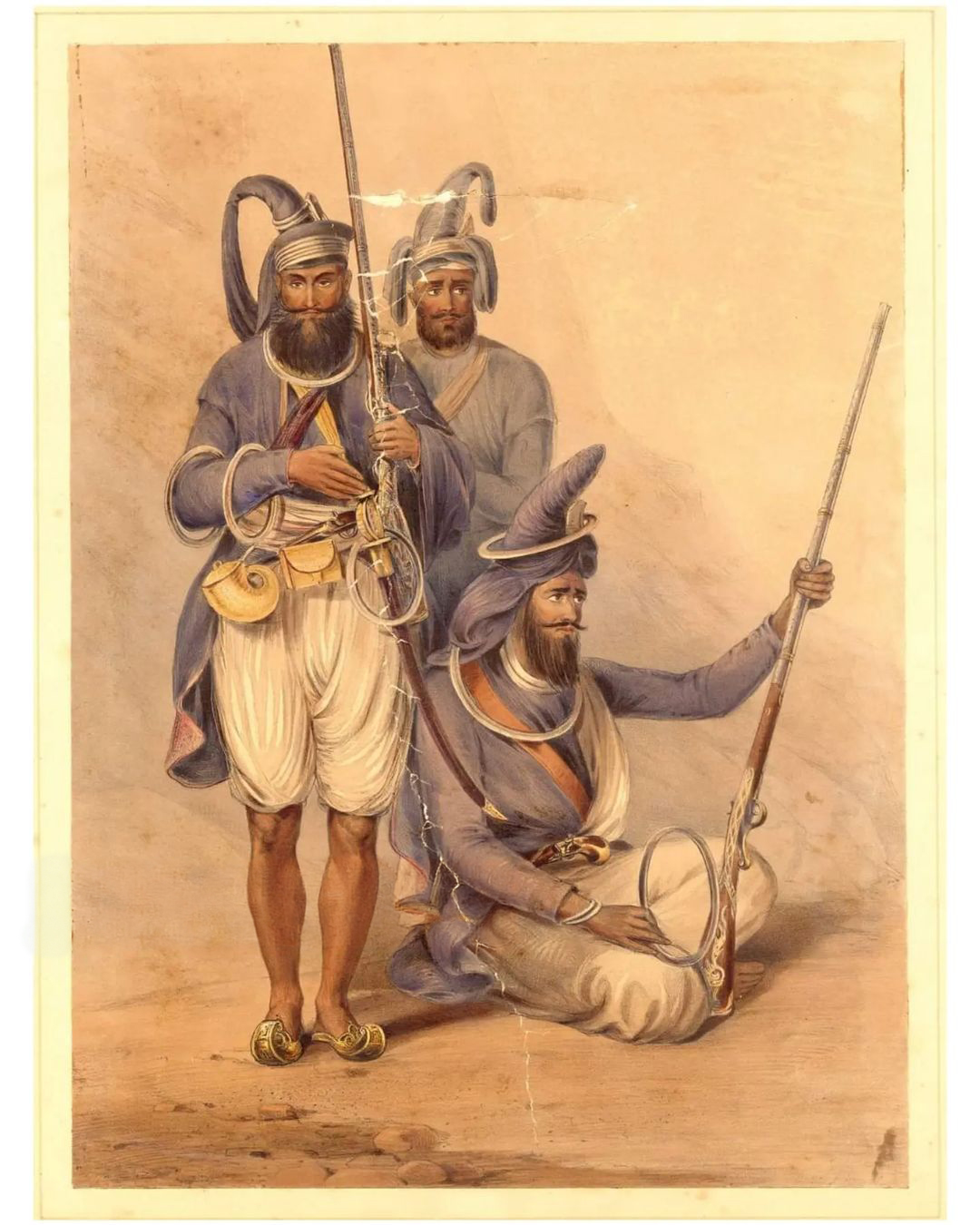
محاربو السيخ يرتدون ملابس زرقاء.

- التوحيد: الدعوة إلى التوحيد ونبذ التعددية وعندهم أنه لا فرق بين لفظ الجلالة الله وفشنو الإله الحافظ عند الهندوس والإله عندهم لا يتجسد ولايدركه عقل.
- وحدة الوجود: إلى طريق الخير والصلاح، وهذا قريب من معتقد المسلمين، (أرجان) المتوفي سنة 1601م، والذي ألغى ألوهية جميع المصلحين حيث أن الله في السيخية لا يتجسد وفي كتاب أدي جرانت نسبت أليه هذه الجملة ((كل البشر الذين نعرفهم خطائون، الغورو الحقيقي الذي لا يخطئ، إنه الزاهد الوحيد وبكل جدارة للإله ولكنه ليس إله ولا تجسد للإله لأنه الإله الأعظم لا يتجسد)).
- الوهم الدنيوي مايا، الذي يُعرَّف على أنه وهم مؤقت أو " غير واقعي "، هو أحد الانحرافات الأساسية عن السعي وراء الله والخلاص: حيث لا تمنح عوامل الجذب الدنيوية سوى إشباع مؤقت وهمي وألم يصرف الانتباه عن عملية تكريس الله. ومع ذلك، أكد ناناك أن مايا ليس إشارة إلى واقعية العالم، ولكن لقيمه. في السيخية، يُعتقد أن تأثيرات الأنا، والغضب، والجشع، والتعلق ، والشهوة، المعروفة باسم بانج كور (" اللصوص الخمسة ") ، تشتت الانتباه وتؤذي بشكل خاص. يعتقد السيخ أن العالم حاليًا في حالة كالي يوجا("عصر الظلام") لأن العالم يضل بسبب حب مايا والتعلق بها.[39] مصير الأشخاص المعرضين أمام اللصوص الخمسة هو الانفصال عن الله، ولا يمكن معالجة الوضع إلا بعد تكريس مكثف لا هوادة فيه.[40]

- الحقيقة الخالدة: وفقًا لغورو ناناك، فإن الهدف الأسمى للحياة البشرية هو إعادة الاتصال مع أكال ("الشخص الخالد"). ومع ذلك، فإن الأنانية هي أكبر عائق أمام إقامة هذا الارتباط. استخدام ذكرى تعليم المعلم للنام (الاسم الإلهي للرب) يؤدي إلى نهاية الأناني.[41][42] عين غورو ناناك كلمة غورو ("مدرس")[43] لتعني صوت "الروح": مصدر المعرفة ودليل الخلاص.[44] في النهاية يدرك الباحث أن الوعي داخل الجسد هو الباحث المتابع للكلمة هو المعلم الحقيقي. إن جسم الإنسان هو مجرد وسيلة لتحقيق لم الشمل مع الحقيقة. بمجرد أن يبدأ الحق في التألق في قلب الإنسان، فإن جوهر الكتب المقدسة الحالية والسابقة لجميع الأديان يفهمه الشخص.[45]
- التحرير: لم يتم تأسيس تعاليم غورو ناناك على الوجهة النهائية للنعيم أو الجحيم، ولكن على اتحاد روحي مع الله، مما ينتج عنه الخلاص أو ("التنوير/التحرر في حياة المرء")، وهو مفهوم موجود أيضًا في الهندوسية.

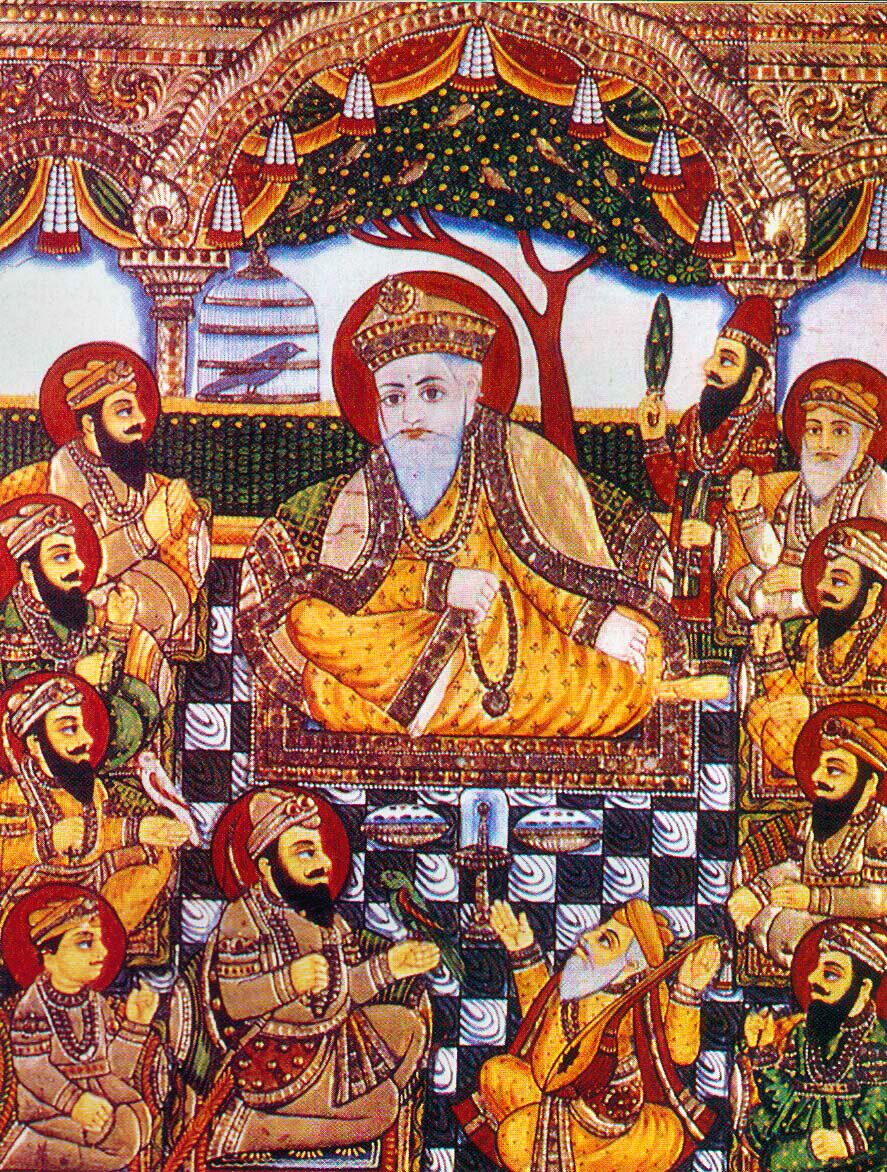
لوحة نادرة من أواخر القرن التاسع عشر تصور المعلمين السيخ العشرة.

- عشرة معلمين وسلطة يأتي مصطلح غورو من اللغة السنسكريتية، مما يعني المعلم، أو المستنير، أو المرشد. تم تأسيس تقاليد وفلسفة السيخية من قبل عشرة معلمين من 1469 إلى 1708. أضاف كل معلم إلى الرسالة السابقة وعززها، مما أدى إلى إنشاء الديانة السيخية. كان غورو ناناك أول معلم وعين تلميذاً خلفًا. كان الغورو جوبيند سينغ آخر معلم في الشكل البشري. قبل وفاته، أصدر غورو جوبيند سينغ مرسومًا في عام 1708، بأن الغورو جرانث صاحب سيكون المعلم الأخير والدائم للسيخ.[46] صرح غورو ناناك أن معلمه هو الله الذي هو كائن منذ الأزل إلى نهاية الزمن. قال ناناك أنه عبد الله وخادمه، لكنه أكد أنه كان مجرد مرشد ومعلم، صرح ناناك أن المعلم البشري بشر يجب احترامه وحبه ولكن لا يُعبد.[47] عند استخدام غورو أو ساتاغورو (المعلم الحقيقي) في التراتيل السيخية فإنه يشير غالبًا إلى أعلى تعبير عن الصدق.[48]
- الزواج: من زوجة واحدة فقط.
- تحريم الرهبنة: حيث يجب على أتباع الطائفة السعي لطلب الرزق، على خلاف مذهب الهندوس الذي يرغب أتباعه في الرهبنة وترك العمل والسلبية في الحياة.
- القواعد الخمس: المحافظة على التزام القواعد الخمس وهي بمثابة الهدي الظاهر لهم، ويرمز لها بال«5 كافات» (وذلك لانها كلها تبدأ بحرف الكاف) وهي:
  - إطالة الشعر.
  - حمل المشط دائما.
  - لبس سروال متسع.
  - لبس سوار من الفولاذ المعصم.
  - حمل خنجر من الفولاذ دائما.
- المساواة: وهي المساواة بين الرجل والمرأة في المعاملات والمواريث، والمساواة بين أعراق وألوان العالم وهم لايؤمنون بأن هناك شعب مفضل عند الله دون الأخرين.

## الخمسة كاكارس أو الكافات الخمسة

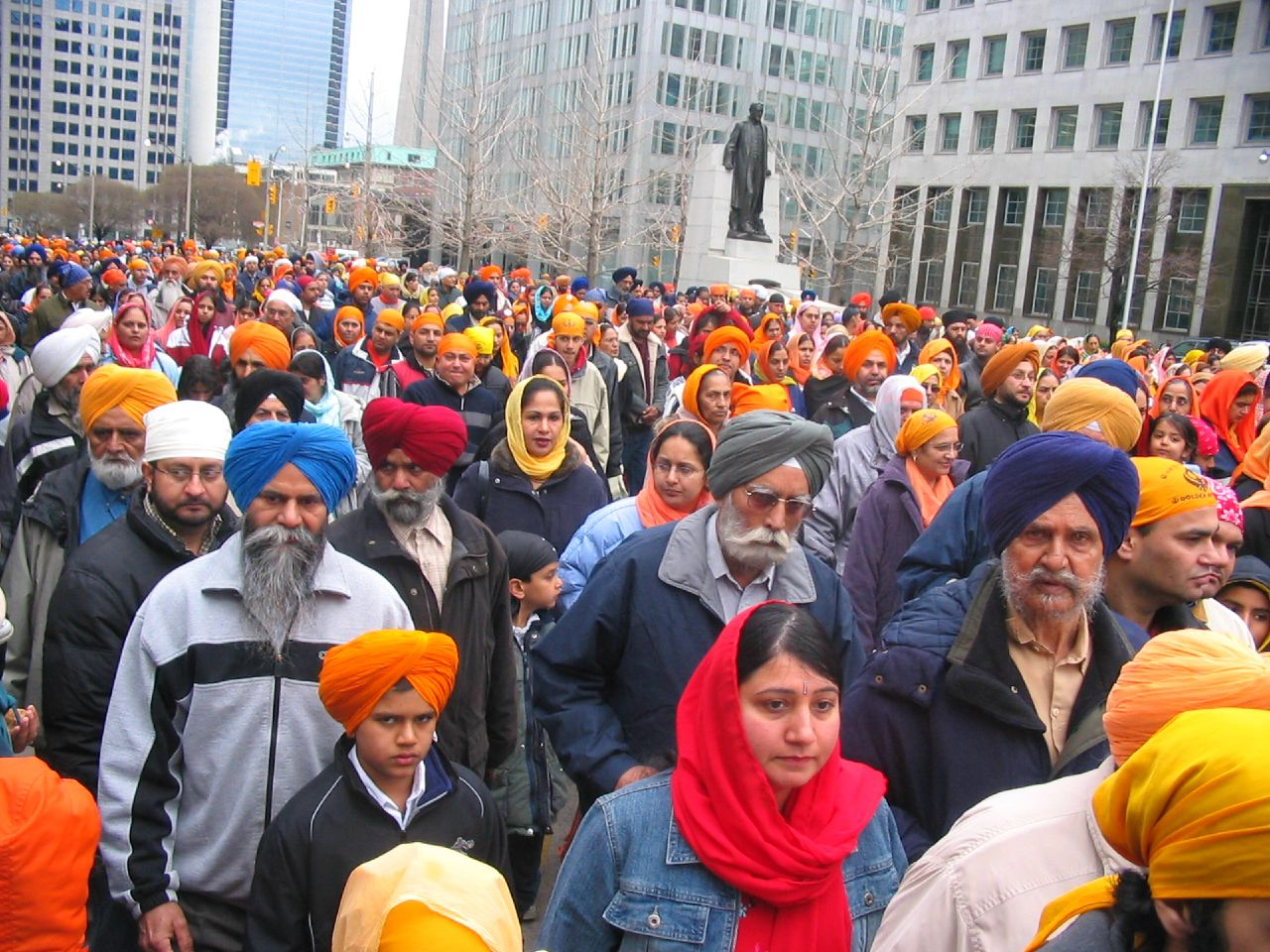
السيخ يحتفلون بالفيساكي في تورنتو، كندا

الخمسة كافات هم يصرون على الألتزام بها وعندهم من لا يلتزم بالكافات الخمس يصفوه بصفة باتت patitأي المرتد، ومن يدخل السيخية جديد يجعلوه يتعود عليها ويسموه المتكيف البطئ.
- الكيسا (بالبنجابية: ਕੇਸ) ومعناها إطالة شعر الرأس واللحية وعدم حلقهما.
- الكنغاها (بالبنجابية: ਕੰਘਾ): هو مشط يستعمله السيخي عند وقت الضرورة وكلما أراد تصفيف شعره.
- الكاشا (بالبنجابية: ਕਛੈਰਾ) وتعني لبس سروال متسع ينتهي تحت الركبتين، وهو أشبه بالشورت العسكري.
- الكارا (بالبنجابية: ਕੜਾ): وهو سوار من الفولاذ يلف حول المعصم، ويحرم لبس جميع أنواع الحلي والجواهر.
- الكيربان (بالبنجابية: ਕਿਰਪਾਨ): كربان وهو خنجر وهو من الفولاذ يحمله السيخي للتحلى به، وليحمي به نفسه من أعدائه ومحرم عليهم استعماله مع بعضهم البعض.

## الغورو السيخ
الغورو كلمة تعني المعلم وهم عشرة غورو للسيخية وهم:
| الترتيب | الغورو            | تاريخ الميلاد | تاريخ الوفاة |
| ------- | ----------------- | ------------- | ------------ |
| الأول   | الغوروناناك       | (1469)        | (1539)       |
| الثاني  | الغورو أنجاد      | (1504)        | (1552)       |
| الثالث  | الغورو عمار داس   | (1479)        | (1574)       |
| الرابع  | الغورو رام داس    | (1534)        | (1581)       |
| الخامس  | الغوروأرجان       | (1563)        | (1606)       |
| السادس  | الغورو هارجوفيند  | (1595)        | (1644)       |
| السابع  | الغورو هارراي     | (1630)        | (1661)       |
| الثامن  | الغورو هاركريشان  | (1656)        | (1664)       |
| التاسع  | الغورو تاج بهادور | (1621)        | (1675)       |
| العاشر  | الغورو جوفيند سنج | (1666)        | (1708)       |

## الكتب

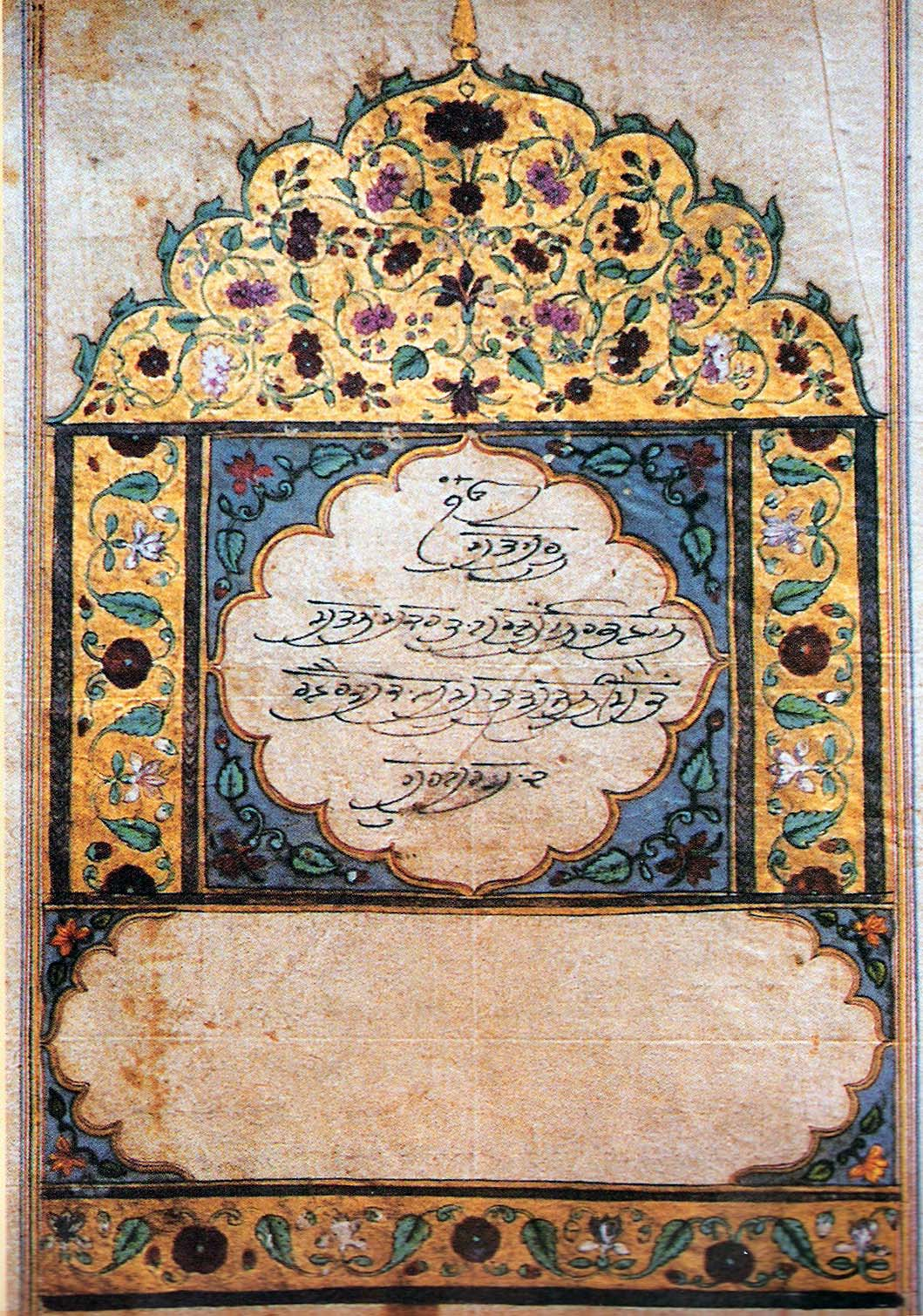
صفحة من الآدي جرانت مع مول مانترا.

هناك كتابين مقدسين للسيخية وهم (آدي جرانت، داسم جرانت)

### الغورو جرانت صاهيب
ومعناه الكتاب الأول وهو الكتاب الأكثر قداسة والمقدس عند السيخ والذي كتبه هو الغورو أو المعلم الخامس أرجان حيث جمع فيه كل التعاليم السيخية والتي لم تسجل في كتاب واحد إلا في عصره كما أضاف إليه بعض النصوص المقدسة التي تؤدى في طقوس الصلاة والزواج والمولود والتعميد والجنائز وغيره وقد أضيف إليه خمسة نصوص أي أكثر من ألف نشيد للغورو رامداس الغورو الرابع كما أضاف الغورو العاشر غوبند سنغ تاريخ السيخية وهو كتاب باللغة الكورمكية.

### داسم جرانت (جرانت صاحب)
ويسمى أيضا بجرانت صاحب وهو يلي كتاب آدي جرانت في القداسة وينسب للغوروالعاشر الغورو غوبند سنغ وهو ويحتوي على آداب وتقاليد الخالسا ويعرف أتباعه بالسنغ ويوجد به أيضا الكافات الخمسة وهي طائفة من الشباب التزمت بنظام سلوكي قاس، حيث ينصرفون إلى العبادة والقتال من أجل الحق والعدل الذي يعتقدونه.
وللسيخ بلد مقدس يعقدون اجتماعاتهم فيه وهي مدينة أمريتسار في الهند وعددهم يفوق العشرين المليون نسمة داخل الهند وخارجها.

## أعياد السيخ

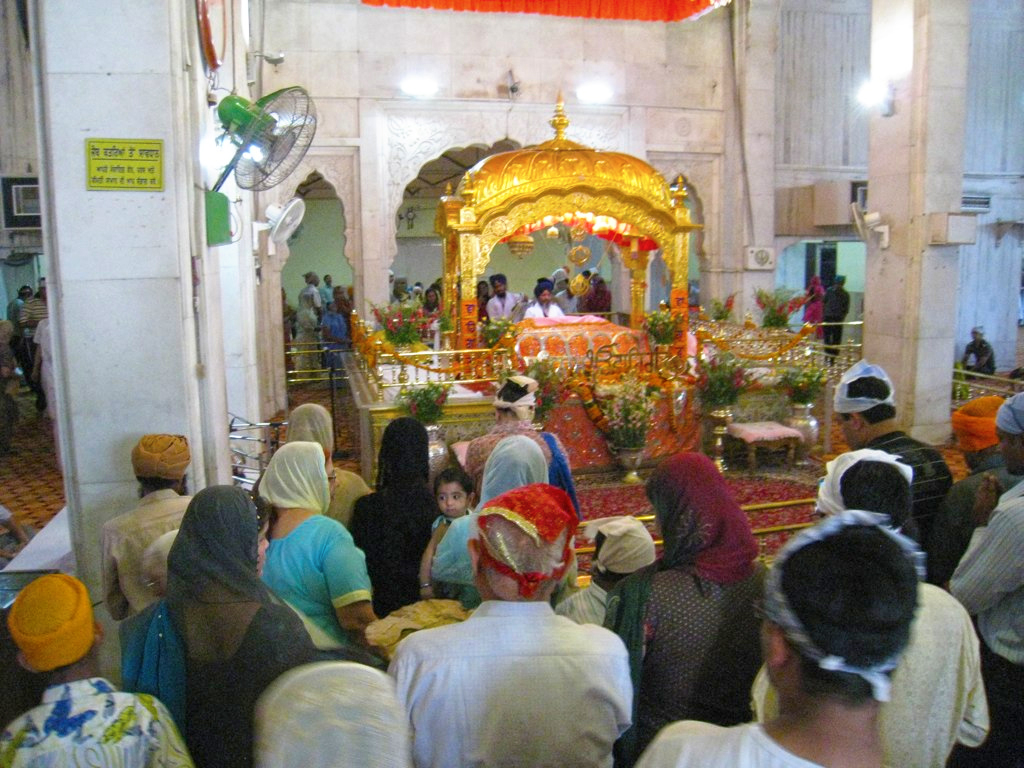
احتفال سيخي.

### عيد البيساكي
- يسمى العيد الرئيسي للسيخ هو عيد البيساكي عيد رأس السنة السيخية الموافق 15أبريل من كل عام.
- عدد الأيام: ستة أيام.

### عيد ميلادالغورو ناناك
رغم أن الغورو ناناك ولد في 15 أبريل عام 1469 إلا أنهم يحتفلون به في 25 نوفمبر من كل عام.

### عيد ميلادالغورو غوبند سنغ
يحتفل به في 5 يناير من كل عام.

## تواجد السيخ حول العالم

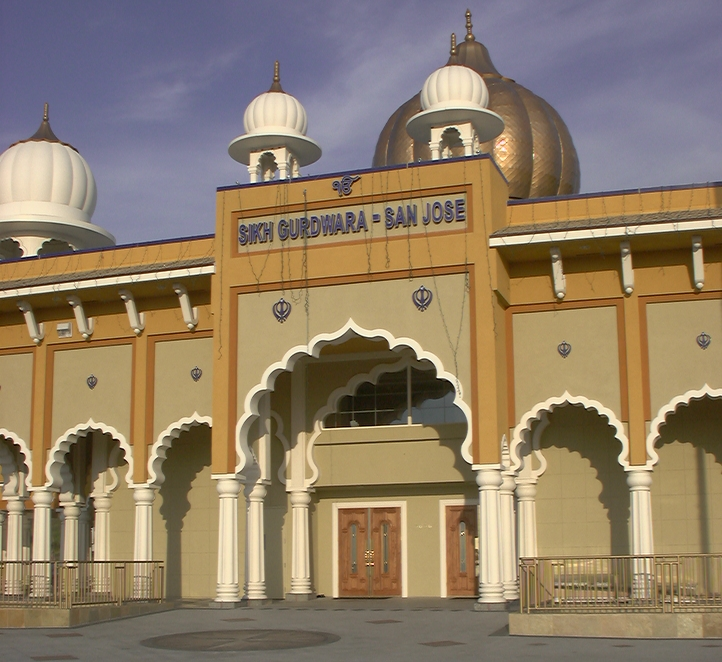
معبد سيخي في كاليفورنيا الولايات المتحدة الأمريكية

يقدر تعداد السيخ حول العالم بـ23 تجمع كبيرة للسيخ في ولايات هندية أخرى حيث يشكل السيخ 2% من عدد سكان الهند وتتواجد تجمعات أصغر في باكستان وأفغانستان. كما يتواجد السيخ في أجزاء متفرقة من العالم كنتيجة طبيعية للهجرة. حيث بدأت هجرة السيخ الأولى خارج مناطق تواجدهم التقليدية في بدايات القرن التاسع عشر. حيث تتواجد تجمّعات للسيخ في كندا (أونتاريو)، الشرق الأوسط (الإمارات، عُمان، الكويت، البحرين)، المملكة المتحدة، شرق أفريقيا (كينيا)،جنوب شرق آسيا(ماليزيا) كما بدأت هجرة أحدث نسبياً إلى الولايات المتحدة الأمريكية، فرنسا وبعض دول غرب أوروبا، أستراليا، نيوزلندا. كما تتواجد تجمعات أصغر للسيخ في النيبال، فيجي، سريلانكا وموريشيوس.

## معبد السيخ
المكان الذي يتعبد في السيخ يسمى غوردوارا أو  الهيكل الذهبي هو معبد السيخ الرئيسي في الهند ومحجتهم الأولى. يقع في مدينة أمريتسار في ولاية البنجاب. وهو مبنى رخامي مربع ذو قبة نحاسية مذهبة، وأبواب قائمة في جوانبه الأربعة. تم تشييده في العام 1604 للميلاد.